# 陸法蘭
陸法蘭（英語：Frank Sixt），是香港和記黃埔集團（改組後成為長江和記實業有限公司）多間公司的股東及核心人物。

## 職銜
- 長江和記實業有限公司執行董事、集團財務董事兼副董事總經理
- 長江基建集團有限公司董事
- 電能實業有限公司董事
- 赫斯基能源董事
- Hutchison Telecommunications (Australia) Limited董事
- TOM集團有限公司的主席及董事
- 和記電訊香港控股有限公司董事

## 學歷及經驗
- 蒙特利爾大學民事法學士學位（1972年）
- 麥吉爾大學文學士和文學碩士學位（1978年）
- 加拿大魁北克省及安大略省大律師公會及律師公會會員

## 外部連結
- Tom集團董事會 - 陸法蘭 （页面存档备份，存于）
- 長江和記實業有限公司董事會成員 （页面存档备份，存于）

## 新聞
- 香港稅務局公布：香港“打工皇帝”最新排行 大紀元
- 陸法蘭：勿揣測再分拆-東方日報 （页面存档备份，存于）
- 分拆惹憧憬 陸法蘭急降溫-東方日報 （页面存档备份，存于）